# 통일백세
통일백세는 KBS 한민족방송(AM 972, 6015, 1170㎑)에서 2018년 5월 28일부터 2022년 6월 12일까지 방송했던 건강 정보 프로그램이다.
진행자는 성기영 아나운서이며, 생방송은 매일 새벽 2시 30분부터 새벽 3시까지, 매일 재방송은 매일 아침 9시 30분부터 오전 10시까지, 그리고 평일 한정 재방송은 평일 오후 3시 30분부터 오후 4시까지이다.